# 圓管星珊瑚
圓管星珊瑚（学名：Tubastraea aurea）为樹珊瑚科管星珊瑚屬下的一个种。